# 蔡萬齡
蔡萬齡為中國清朝武官官員，本籍上海。1824年（道光4年）奉旨接任趙裕福擔任台灣鎮總兵。是台灣清治時期此期間，受台灣道制約的台灣地區最高軍事首長。後因任內畏匪怕戰，遭革職留任。
出身乾隆54年武舉。
履歷：職銜，任期，出處。漕河總督駐京提塘，乾隆？年-嘉慶5年，國立故宮博物院圖書文獻處清國史館傳包 ,702001466-5號。福建興化右營守備(福建興化城守營守備)，嘉慶5年-嘉慶13年，國立故宮博物院圖書文獻處清國史館傳包 ,702001466-1號。都司(福建興化城守營都司)(福建興化城守營守備護)，嘉慶11年-嘉慶？年國立故宮博物院圖書文獻處清國史館傳包 ,702001466-2號。閩浙督標中軍都司嘉慶13年-嘉慶19年，國立故宮博物院圖書文獻處清國史館傳包 ,702001466-1號。詔安營遊擊嘉慶19年-嘉慶22年，國立故宮博物院圖書文獻處清國史館傳包 ,702001466-1號。撫標中軍參將嘉慶22年-嘉慶25，年國立故宮博物院圖書文獻處清國史館傳包 ,702001466-1號。興化城守副將嘉慶25年-道光2年，國立故宮博物院圖書文獻處清國史館傳包 ,702001466-1號。四川川北鎮總兵道光2年，國立故宮博物院圖書文獻處清國史館傳包 ,702001466-1號。福建建寧鎮總兵官道光2年-道光4年，國立故宮博物院圖書文獻處清國史館傳包 ,702001466-1號。福建臺灣鎮總兵官道光4年-道光6年，中央研究院歷史語言研究所內閣大庫檔案 ,129109號。關連：蔡汝錦（子）